# كيفن ميتشيل (لاعب كرة قدم أمريكية)
كيفن ميتشيل (بالإنجليزية: Kevin Mitchell)‏ هو لاعب كرة قدم أمريكية أمريكي، ولد في 1971 في هاريسبرج في الولايات المتحدة، وتوفي في 30 أبريل 2007 في آشبورن في الولايات المتحدة بسبب نوبة قلبية.

## وصلات خارجية
- كيفن ميتشيل على موقع مرجع كرة القدم المحترفة.كوم (الإنجليزية)
- كيفن ميتشيل على موقع كلية كرة القدم في سبورتس رفرنس.كوم (الإنجليزية)